# When We Were Young (festival)
When We Were Young es un festival de música realizado desde Winchester, Nevada en Las Vegas Festival Grounds el 23 y 29 de octubre de 2022.

## Historia
El evento se anunció por primera vez el 18 de enero de 2022, como un evento de un día el 22 de octubre de 2022. Las entradas se agotaron rápidamente, lo que resultó en la adición de una segunda y tercera fechas el 23 y el 29 de octubre de 2022. El 11 de octubre de 2022, el festival anunció que regresaría por segundo año en 2023 con Blink-182 y Green Day como cabeza de cartel. Matt Skiba de Alkaline Trio afirma que la alineación del festival se anunció antes de que las bandas se comprometieran, pero todas las bandas aceptaron tocar.
La banda Car Seat Headrest estaba programada para tocar como parte de la alineación de 2022, pero se retiró debido a problemas de salud.
El primer día fue cancelado debido al clima.

## Ediciones

### 2022
El cartel oficial del festival en orden alfabético; titulares en negrita:
- 3OH!3
- Acceptance
- AFI
- Alex G (solo fin de semana 2)
- Alkaline Trio
- The All-American Rejects
- Anberlin
- Armor for Sleep
- Atreyu
- Avril Lavigne (solo fin de semana 1)
- Bayside
- Black Veil Brides
- Boys Like Girls
- Bright Eyes
- Bring Me the Horizon
- Dance Gavin Dance
- Dashboard Confessional
- A Day to Remember
- Four Year Strong
- The Garden
- Glassjaw
- Hawthorne Heights
- HorrorPops
- Lil Huddy
- I Prevail
- Ice Nine Kills
- Jimmy Eat World
- Jxdn
- Kittie
- Knocked Loose
- La Dispute (solo fin de semana 1)
- The Linda Lindas
- The Maine
- Manchester Orchestra
- Mayday Parade
- Meet Me at the Altar
- Millionaires
- Mom Jeans
- Motionless in White
- My Chemical Romance
- Neck Deep
- Nessa Barrett
- Paramore
- Palaye Royale
- Prentiss
- Pierce the Veil
- Poppy
- PVRIS
- The Ready Set
- The Red Jumpsuit Apparatus
- Royal & the Serpent
- Saosin
- Senses Fail
- Silverstein
- Sleeping With Sirens
- The Starting Line
- State Champs
- Story of the Year
- The Story So Far
- Taking Back Sunday
- Thursday
- TV Girl
- Underoath (solo fin de semana 2)
- We the Kings
- Wolf Alice (solo fin de semana 1)
- The Wonder Years
- The Used

### 2023
El cartel oficial del festival en orden alfabético; titulares en negrita:
- 5 Seconds of Summer
- 30 Seconds to Mars
- The Academy Is...
- AJJ
- All Time Low
- The Ataris
- Beach Bunny
- Blink-182
- Bowling for Soup
- Citizen
- Ekkstacy
- Fenix TX
- Finch
- The Front Bottoms
- Games We Play
- Goldfinger
- Good Charlotte
- Green Day
- Gym Class Heroes
- Hot Mulligan
- Jean Dawson
- Joyce Manor
- KennyHoopla
- Knuckle Puck
- Less Than Jake
- Lit
- Magnolia Park
- Michelle Branch
- Motion City Soundtrack
- Movements
- The Movielife
- MxPx
- New Found Glory
- No Pressure
- The Offspring
- Pierce the Veil
- Plain White T's
- Relient K
- Rise Against
- Saves The Day
- Say Anything
- Set It Off
- Simple Plan
- Something Corporate
- Sum 41
- Thrice
- Tigers Jaw
- Turnover
- The Veronicas
- Waterparks
- The Wrecks
- Yellowcard
- Zebrahead